# Ordre du Mérite de Savoie
Pour les articles homonymes, voir Ordre du Mérite.
Dès 1988, l’ordre du Mérite de Savoie fut organisé parallèlement à l’ordre civil de Savoie par Victor-Emmanuel de Savoie pendant son exil,. Cet Ordre fut créé pour récompenser ceux et celles ayant rendu un service particulier et d’importance à la maison de Savoie ou au chef de celle-ci ; il est aussi décerné aux personnalités étrangères qui ne peuvent pas recevoir l’ordre civil de Savoie. Enfin, il honore ceux qui auraient pu recevoir le précédent si le grand maître le décernait.

## Hiérarchie
La hiérarchie de huit classes est similaire à celle de l’ordre des Saints-Maurice-et-Lazare :
- chevalier / dame ;
- officier ;
- commandeur / dame commandeur ;
- grand officier ;
- chevalier grand-croix / dame grand-croix ;

## Insignes et description
Les branches de la croix grecque sont couvertes d'émail blanc. Au centre de la croix, le monogramme en lettres d'or du prince Victor-Emmanuel de Savoie (VE) est inclus dans un médaillon rond en émail bleu ciel. Le ruban est tiercé d'une bande blanche entre deux bandes bleues. Les médailles d'officier, de commandeur et de grand officier sont surmontées d'une couronne royale. Celle de grand-croix comporte en plus quatre petites couronnes royales placées entre les branches de la croix. Les grands officiers et les grands-croix portent une plaque sur leur habit.
L'habit d'église des chevaliers de l’ordre du Mérite de Savoie est un long manteau bleu ciel, sans manche. Son col et est brodé d'un galon en fil d'or. Sur le cœur, est cousue la croix de l'Ordre. Un cordon tressé bleu et blanc, fixé dans le dos passe par-dessus les épaules et court devant le manteau ; il se termine par deux houppelandes des mêmes couleurs. Ce manteau est identique pour les chevaliers de l'ordre civil de Savoie. Les couturiers romains le nomment d'ailleurs communément « Civile Savoia ». Les chevaliers peuvent porter des gants blancs. Contrairement à l'habit de l’ordre des Saints-Maurice-et-Lazare, aucune marque distinctive ne permet de repérer le grade des membres de l'Ordre.
|                |            |           |          |            |                |             |
| Rubans         |            |           |          |            |                |             |
| Croix d'argent | Croix d'or | Chevalier | Officier | Commandeur | Grand officier | Grand-croix |

## Reconnaissance
Dans la revendication au titre de chef de la maison de Savoie qui oppose les princes Victor-Emmanuel et Amédée, il convient de noter que l’ordre du Mérite de Savoie n'est pas reconnu par le prince Amédée de Savoie.
La distinction continue à être attribuée,.